# 博多うどん

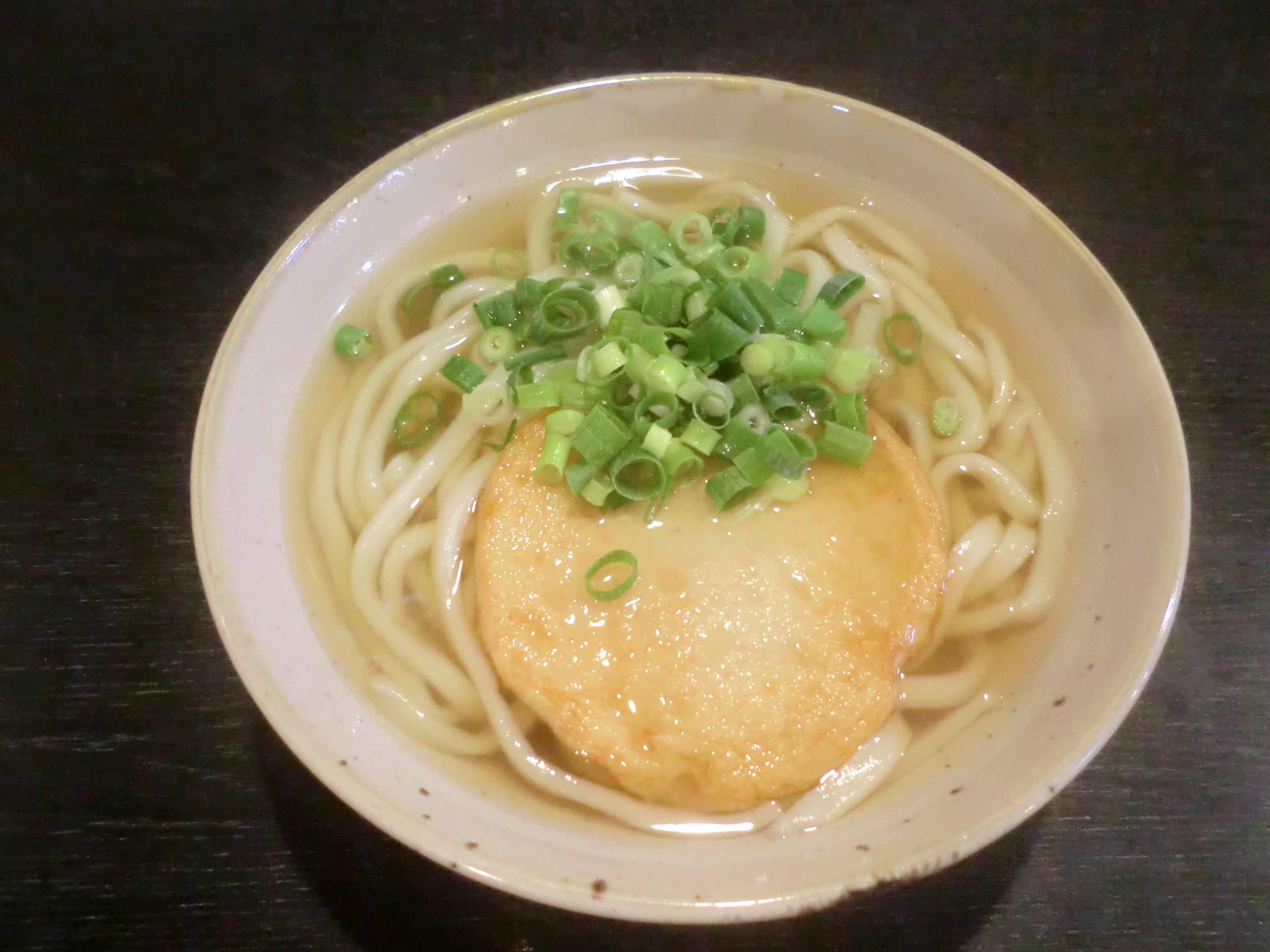
「木屋」の博多うどん

博多うどん（はかたうどん）は、福岡県福岡市を中心に食されるうどん。

## 歴史

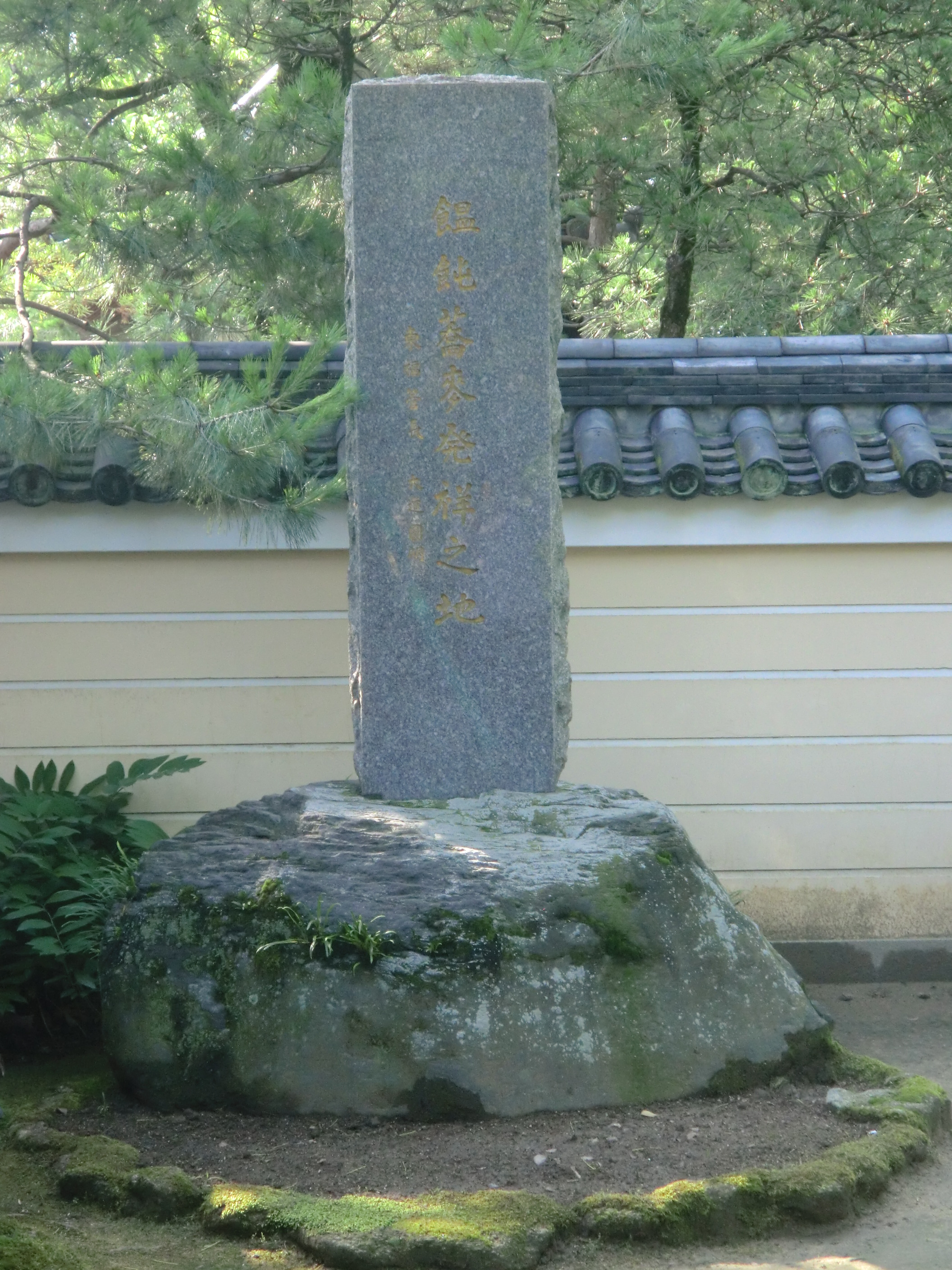
承天寺の「饂飩蕎麦発祥之地」の碑

博多はうどん伝来の地といわれる。諸説あるが、日本に製麺技術をもたらしたのは聖一国師（圓爾）といわれている。圓爾は嘉禎元年（1235年）に渡宋して径山寺で仏教を学び、仏の教えと共に多くの中国文化を身につけて仁知二年（1241年）に帰国。寛元元年（1243年）までの2年の間博多にとどまり、承天寺を開いて布教活動を行ったが、その際に麺や饅頭といった料理を博多にもたらしたといわれている。その後赴任した京都の東福寺に伝わる「大宋諸山之図」（国宝）の中には「明州碧山寺水磨様」という製粉技術を記した書物が伝わっている。
しかし当時の「饂飩」は現在のうどんとは異なり、現在のワンタンに近いものであったとの説もある。うどんが現在の形になったのは鎌倉時代末期といわれ、室町時代までには全国に広まった。江戸時代後期には水車を使った効率の良い製粉法が開発され、また醤油の大量生産が可能になったことから、うどんはますます庶民にとって身近な食べ物となり、多様な文化が生まれる事となった。
そんな中、商人の街博多では時間にシビアな商人たちが素早く食べられるようにとゆで置きの柔らかい麺のうどんが主流になったといわれている。また、軽食として食べられていたため、消化の良い柔らかい麺が好まれたという説もある。江戸時代には「夜鳴きうどん」と呼ばれる屋台スタイルが主流であったが、明治時代に入ると多くのうどん店が登場する。中でももっとも老舗とされているのが博多区にある1882年（明治15年）創業の「かろのうろん」（「角のうどん」の意）である。このほか、ごぼう天発祥の店である1897年（明治30年）創業の「乙ちゃんうどん」（現存せず）やその後継店である「川端 英ちゃんうどん」、呉服町の「みやけうどん」や1926年（昭和元年）創業の「木屋」などが老舗として知られる。
福岡市を中心とした地域で幅広く食されているほか、「ウエスト」、「資さんうどん」、「牧のうどん」といった福岡式のうどんを提供するチェーン店も存在する。また、東京にも博多うどんを提供する店舗が存在する。

## 特徴

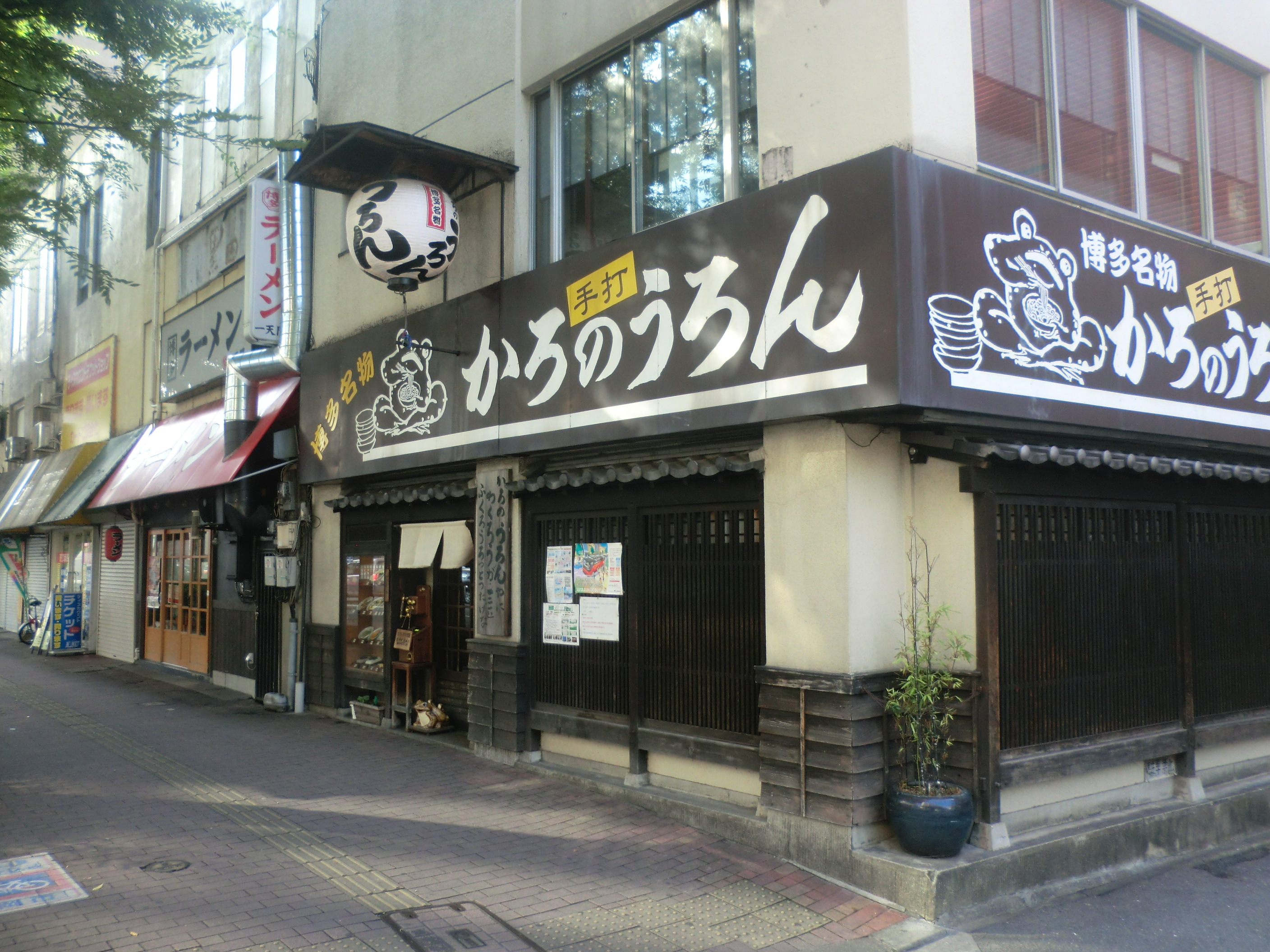
博多で最古のうどん店「かろのうろん」

博多うどんには麺やだしに独自の特徴がある。以下に説明する。
博多うどんの大きな特徴はその麺である。博多うどんではふわふわしたコシの弱い麺を用いる。その理由は前述のものに加え、九州のうどん粉に原因があるともいわれる。九州のうどん粉は、前近代では高額な物流費のため近隣の農家が栽培する小麦を使っており、現在では醤油に使うものと同様の小麦を使用しているため、他のものと比べてタンパク質が少なく、コシが出づらいのだという。中にはヨモギを練り込んだ麺を供する店もある。
つゆは透明で、煮干、サバ節、鰹節、アゴ（トビウオ）、昆布などを使ってだしをとり、薄口しょうゆを入れて仕上げている。特徴的な具にはゴボウ天や丸天、九州の醤油を使った甘辛い味付けの肉（いわゆる「肉うどん」の具）がある。薬味に柚子胡椒を使う店舗もある。
博多うどんのお供には白おにぎりや稲荷寿司もあるが、「かしわめし」（鶏肉、ゴボウ、ニンジンなどが入った炊き込みご飯）やそれを握った「かしわおにぎり」がよく食される。